# 森田拳
森田 拳（もりた けん、2008年12月30日 - ）は、日本の子役、タレント。

## 人物
- NHK-Eテレのゴーゴーキッチン戦隊クックルンにおいて、2019年4月より4代目クックルンのフキノスケ役で2年間出演。
- クックルン以外でも、ドラマ、映画、バラエティなどに多数出演している。
- 同じ事務所に5歳年下の妹、森田夢が所属していた。こちらも多数の作品に出演している。
- 2024年4月1日、クラージュキッズの公式サイトからプロフィールが削除された。

## 出演

### 映画
- 犬鳴村　(2019年)
- カツベン　(2019年)
- 美人が婚活してみたら(2018年)
- トラさん~僕が猫になったワケ(2019年)
- 人魚の眠る家(2018年)

### ドラマ
- TBS 日曜劇場「TOKYO MER~走る緊急救命室」第1話小学生役
- TBS 日曜劇場　「ノーサイド・ゲーム」
- TX　「びしょ濡れ探偵 水野羽衣」
- NTV「3年A組今から皆さんは、人質です」第7話小学生役
- NHK連続テレビ小説「なつぞら」
- NHK BS8Kドラマ「浮世の画家」
- 関テレ開局60周年特別ドラ「僕が笑うと」
- EX 「ハケン占い師アタル」
- TX 「フルーツ宅急便」
- TBS「中学聖日記」第4話　岩崎ひかる役
- TBS 「義母と娘のブルース」クラスメイト役
- NHK BSプレミアム「カラスになったおれは地上の世界を見おろした」
- NHK BSプレミアム「PTAグランパ2!」
- TX　「あまんじゃく」
- TBS 「チアダン」
- CX　「グッドドクター」
- NTV 「探偵が早すぎる」
- NTV 「正義のセ」
- フジテレビONE/TWO/NEXTxJCOM共同制作連続ドラマ「記憶」
- TX　「バイプレイヤーズもしも名脇役がテレ東朝ドラで無人島生活したら」
- TBS　「都庁爆破!」
- TX  「3匹のおっさんスペシャル」
- NTV 「今からあなたを脅迫します」
- CX　「さくらの親子丼」
- NTV 「奥様は、取り扱い注意」
- NTV 「うちの夫は仕事ができない」
- NHK BSプレミアム　「定年女子」
- TBS　「カンナさーん!」

### バラエティ
- ゴー!ゴー!キッチン戦隊クックルン（2019年4月1日 - 2021年3月26日、NHK Eテレ）4代目クックルン　フキノスケ役
- TBS「ドラフト緊急生特番!お母さんありがとう」
  - 2020再現VTR　12歳の伊藤大海役
  - 2019再現VTR　望月大希役
  - 2018再現VTR　少年元智役
- TX　一茂と良純の自由すぎるTV 再現VTR
- CX　全力!脱力タイムズ　再現VTR
- TX 今明らかになる日本史の新常識~教科書が変わった歴史の真相
- NTV　所さんの目がテン!
- TBS　爆報!THEフライデー再現VTR
- CX 奇跡体験!アンビリバボー再現VTR
- NTV　幸せ!ボンビーガール　再現VTR
- TX　なないろ日和!

### CM
- 資生堂「私たちの表情」篇
- Googleアプリ「こんな感じのバーベキューに行きたい」篇

### ナレーション
- TBS「世界くらべてみたら」子供ナレーター